# En bra vecka för demokratin
En bra vecka för demokratin är en svensk dokumentärfilm som hade svensk premiär 18 maj 2018. Filmen är regisserad av Cecilia Björk, som även svarat för manus. 

## Handling
Filmen har inspirerats av Maria Wendts bok Politik som spektakel och filmen handlar om Almedalsveckan där man får följa politiker och policymakare och deras jakt på att få maximal uppmärksamhet.

## Medverkande
| - Johanna Jämstorp - Ebba Busch Thor - Alice Bah - Emma Rung - Emelie Rosén - Ulf Dernevik | - Ylva Johansson - Rasmus Cruce Naeyé - Natalie Sial - Jan Björklund - Lotta Bouvin-Sundberg - Mats Benesch |